# Spoorlijn Eutin - Bad Schwartau
De spoorlijn Eutin - Bad Schwartau is een Duitse spoorlijn en is als spoorlijn 1110 onder beheer van DB Netze.

## Geschiedenis
Het traject werd door de Lübecker Eisenbahn-Gesellschaft (ELE) op 10 april 1873 geopend.

## Treindiensten
De Deutsche Bahn verzorgt het personenvervoer op dit traject met RE en RB treinen.
| Serie | Treinsoort                      | Route                                                                          | Bijzonderheden |
| ----- | ------------------------------- | ------------------------------------------------------------------------------ | -------------- |
| RE 83 | RegionalExpress (DB Regio Nord) | Kiel Hbf – Preetz – Bad Schwartau – Lübeck Hbf – Ratzeburg – Büchen – Lüneburg |                |
| RB 84 | Regionalbahn (DB Regio Nord)    | Kiel Hbf – Preetz – Plön – Eutin – Lübeck Hbf                                  |                |

## Aansluitingen
In de volgende plaatsen is of was er een aansluiting op de volgende spoorlijnen:
Eutin
DB 1023, spoorlijn tussen Kiel en Neustadt
Pönitz
DB 1111, spoorlijn tussen Pönitz en Ahrensbök
Bad Schwartau
DB 1100, spoorlijn tussen Lübeck en Puttgarden